# Kjell Hasslert
Kjell-Inge Hasslert, född 14 juli 1953, är en svensk företagsledare som är styrelseordförande för Jernhusen AB, Lernia AB, RFSU Aktiebolag och Tölve AB.
Han har tidigare arbetat som kommunchef för Södertälje kommun och koncernchef och VD för Telgekoncernen.
Hasslert avlade en socionomexamen.